# Hammer Bottom
Hammer Bottom – osada w Anglii, w hrabstwie West Sussex, w dystrykcie Chichester. Leży 28 km na północ od miasta Chichester i 64 km na południowy zachód od Londynu.